# Justizium
Justizium oder Justitium, Rechtsstillstand, den Stillstand der Rechtspflege nennt man eine gerichtliche Untätigkeit.

## Begriff
Ein Justitium kann auf höchst unterschiedlichen Gründen basieren:
- Allgemeine Notsituation, z. B. Krieg oder höherer Gewalt
- Fehlen von Richtern
- Fehlen der Bestimmungen über die örtliche Zuständigkeit überhaupt
- Nichtverteilung von Geschäften in der Geschäftsverteilung
- Faktische Untätigkeit durch Nichtanberaumung eines Termins
- Aussetzen oder Ruhenlassen von Verfahren
- Justizverweigerung (Rechtsbeugung)

Der Begriff geht auf das römische Rechtsinstitut des iustitium zurück. 
Das Wort selbst ist ein Kompositum aus lateinisch ius (Recht) und stitium (Stillstand). Die seit der Rechtschreibreform 1996 erlaubte Schreibweise Justizium (wegen Justiz) wird daher kritisiert (Argument: Solstitium bleibt).
Im Königreich Sachsen war bis 1855 die Bezeichnung Justizium für einen Amtsbezirk üblich, da die untere Justiz- und die allgemeine Verwaltung einschließlich der kirchlichen Angelegenheiten noch nicht getrennt waren.

## Geschichtlicher Bedeutungswandel
Während die in Deutschland und Österreich gültigen Rechtsordnungen einen Stillstand der Rechtspflege bloß als denkmöglich in Betracht ziehen und an ihn bestimmte Rechtsfolgen knüpfen, bestand in der Römischen Republik bei äußerer oder innerer Gefahr die Möglichkeit des zeitlich befristeten, formalisierten Ausnahmezustandes, der zur Einstellung der Tätigkeit von Verfassungs-, Verwaltungs- und Rechtsprechungsorganen führte. Der Römische Senat bediente sich des iustitiums auch als Mittel der machtpolitischen Auseinandersetzung. Der Versuch, einen unliebsamen Gesetzesantrag des Volkstribuns Publius Sulpicius Rufus auf diese Weise zu verhindern, blieb jedoch erfolglos.
In der römischen Kaiserzeit bedeutete iustitium edicere lediglich die Ausrufung der Staatstrauer, wenn ein Mitglied der kaiserlichen Familie gestorben war. Es durften ab dem Senatus consultum bis einschließlich des Tages des Begräbnisses weder Gericht gehalten noch Finanzgeschäfte abgewickelt noch Hochzeiten oder Verlobungen gefeiert werden. Auch Spiele sollten an diesem Tag nicht stattfinden und die Tempel geschlossen werden. Je mehr Mitglieder des Kaiserhauses starben, desto präsenter wurde die Dynastie paradoxerweise im öffentlichen Leben der Hauptstadt. Die Präsenz war so ausgedehnt, dass sich manche Ehrungen, wie etwa das iustitium am wiederkehrenden Jahrestag des Todes, zusehends als undurchführbar erwiesen.
Beim Tode des sehr beliebten, als Nachfolger des Kaisers Tiberius bestimmten Germanicus führt das Volk ohne amtliche Anordnung ein iustitium herbei, das erst zwei Monate später vom Senat für Rom selbst und alle Städte römischen oder latinischen Rechtes beschlossen wurde.

## Rechtsvorschriften

### Deutschland
Ein Stillstand der Rechtspflege an einem Zivilgericht infolge eines Krieges oder eines anderen Ereignisses unterbricht für die Dauer dieses Zustandes das Gerichtsverfahren (§ 245 ZPO). Das bedeutet, dass alle gerichtlichen Fristen und anberaumte Verhandlungs- oder Verkündungstermine ohne Nachteil für eine Verfahrenspartei verstreichen können. Erst bei Wiederaufnahme der Rechtspflege beginnt die volle Frist von neuem zu laufen (§ 249 ZPO). Die Tatsache eines Stillstandes der Rechtspflege entfaltet jedoch erst dann rechtliche Wirkung, wenn sich eine Verfahrenspartei bei seinen Prozesshandlungen darauf beruft und das zuständige oder im Instanzenzug übergeordnete Gericht dies rechtlich würdigt.
Die Rechtspflege steht nicht erst dann „still“, wenn alle Gerichte ihre Tore schließen, wie es bei Kriegsende nach dem Einmarsch alliierter Truppen bis zur schrittweisen Wiedereröffnung zunächst der Amts- und Landesgerichte im Mai 1945 der Fall war. Vielmehr ist jeder Zustand gemeint, in dem die Justiz nicht mehr ordnungsgemäß arbeiten kann, wie einige Amtsgerichte während des Elbehochwassers 2002. In Breslau wurden am 21. März 1933 aus dem Land- und Amtsgericht jüdische Richter, Staatsanwälte und Verteidiger aus den laufenden Verhandlungen gewaltsam entfernt. Solche Aktionen fanden auch an zahlreichen anderen Gerichten statt. Viele bei diesen Gerichten anhängige Verfahren konnten lange Zeit nicht fortgeführt werden, da die betroffenen Juristen in Schutzhaft genommen und schließlich aus ihren Ämtern entfernt wurden.
Außerdem kannte das BGB vor dem Inkrafttreten des Schuldrechtsmodernisierungsgesetzes am 1. Januar 2002 im alten § 203 Absatz 1 eine Hemmung der Verjährung durch Stillstand der Rechtspflege. Bei der Reform wurde diese Regelung – laut Motivenbericht – aus sprachlichen Gründen mit dem zweiten Absatz im § 206 BGB verbunden, da sich der Stillstand der Rechtspflege „zwanglos als Unterfall der höheren Gewalt auffassen“ lässt. Demnach ist die Verjährung gehemmt, solange der Gläubiger (sonstige Berechtigte) innerhalb der letzten sechs Monate der Verjährungsfrist durch höhere Gewalt an der Rechtsverfolgung gehindert ist.

### Österreich
Durch einen gänzlichen Stillstand der Rechtspflege, etwa bei höherer Gewalt oder in Kriegszeiten, wird sowohl der Anfang als auch auf Dauer des Hindernisses die Fortsetzung der Ersitzung oder Verjährung gehemmt. Gleiches gilt, wenn die Person wegen Zivil- oder Kriegsdienst abwesend ist. (§ 1496 ABGB)
Die Österreichische Zivilprozessordnung verwendet anstelle von „Stillstand der Rechtspflege“ den gleichbedeutenden Terminus „Einstellung der Amtstätigkeit des Gerichtes“ (§ 161 ZPO). Demnach wird das Verfahren in allen bei einem Zivilgericht anhängigen Rechtssachen für die Dauer des Zustandes unterbrochen, in dem die Tätigkeit des Gerichtes infolge eines Krieges oder anderen Ereignisses aufgehört hat. Nach Wegfall des Hindernisses kann jede der beiden Parteien die Aufnahme des Verfahrens erwirken.
Eine weitere Bestimmung stellt auf die Verhinderung einer Partei wegen Militärdienst in Kriegszeiten oder sonstigen Gründen ab, mit dem Gericht zu verkehren, bei dem die Rechtssache anhängig ist. Besteht zugleich die Besorgnis, dass diese Umstände die Prozessführung zu Ungunsten der abwesenden Partei beeinflussen können, kann auf Antrag oder von Amts wegen die Unterbrechung des Verfahrens bis zur Beseitigung des Hindernisses angeordnet werden (§ 162 ZPO Zufällige Verhinderung einer Partei).

### Schweiz
In der Schweiz kann im Bereich des Schuldbetreibungs- und Konkursrechts bei einer Epidemie oder einem „Landesunglück“ sowie in Kriegszeiten der Bundesrat oder mit seiner Zustimmung die Kantonsregierung für ein bestimmtes Gebiet oder für bestimmte Teile der Bevölkerung den Rechtsstillstand beschließen. Fällt das Ende einer Frist in die Zeit des Rechtsstillstandes, so wird die Frist bis zum dritten Tag nach deren Ende verlängert. Bei der Berechnung der Frist von drei Tagen werden Samstag und Sonntag sowie staatlich anerkannte Feiertage nicht mitgezählt.
Der Bundesrat machte von dieser Kompetenz im Frühjahr 2020 aufgrund der COVID-19-Pandemie in der Schweiz Gebrauch.

## Judikaturder Höchstgerichte

### Deutschland

#### Beschluss desBVerfG
In der Rechtsprechung des Bundesverfassungsgerichts ist geklärt, dass bei der Berufung ehemaliger DDR-Richter in den Richterdienst der neuen Bundesländer … die amtierenden Richter vorläufig zur Ausübung der Rechtsprechung ermächtigt blieben, um einen Stillstand der Rechtspflege zu vermeiden,.

#### Urteil desBSG
„Höhere Gewalt“ im Sinne des § 203 BGB (alte Fassung bis 31. Dezember 2001), deren Unterfall der "Stillstand der Rechtspflege" sei, könne nur angenommen werden, wenn der Anspruchsteller darlege und gegebenenfalls beweise, dass es auch am geringsten Verschulden auf seiner Seite fehle.

#### Urteil desBAG
Höhere Gewalt in diesem Sinne ist ein außergewöhnliches Ereignis, dessen Eintritt nicht vorauszusehen und auch bei äußerster Sorgfalt nicht mit üblichen Mitteln abzuwenden ist; schon das geringste Verschulden schließt höhere Gewalt aus. Danach können auch durch Gesetzgebung oder Verwaltung veranlasste objektive Zahlungshindernisse zu einer Fristhemmung führen. Dies wurde von der Rechtsprechung z. B. für eine Vermögenssperre nach dem Militärregierungsgesetz Nr. 52 (vgl. BGHZ 10, 310) und hinsichtlich der Schließung Berliner Banken im April 1945 (vgl. BGH BB 1955, 880) bejaht.

### Österreich

#### Erkenntnisse desOGH
Unter Stillstand der Rechtspflege ist etwa eine Verhinderung des zuständigen Gerichtes an der Ausübung seiner Tätigkeit oder die Unmöglichkeit des Verkehrs mit dem zuständigen Gericht zu verstehen. Die Einrichtung eines Journaldienstes kann aber in der Wirkung einem gänzlichen Stillstand der Rechtspflege nicht gleichgestellt werden.
Auch infolge des Krieges eingetretener Stillstand der Rechtspflege kann nur im Rahmen des FristenG berücksichtigt werden.

#### Erkenntnis desVwGH
Von einem gänzlichen Stillstand der Rechtspflege iSd § 1496 ABGB kann nicht die Rede sein, wenn es dem Fiskus und seinem Rechtsvorgänger – objektiv gesehen – unbenommen geblieben wäre, die Eigentumsklage zu erheben, und er es somit in der Hand gehabt hätte, die Ersitzung des Ersitzungsbesitzers bzw. seines Rechtsvorgängers zu unterbrechen.

### Deutsches Recht
- § 203 BGB a.F., gültig bis 31. Dezember 2001

### Österreichisches Recht
- RIS - Judikaturdokumentation der Justiz
- RIS - Judikaturdokumentation des Verwaltungsgerichtshofes
- RIS - Bundesgesetzblätter von 1945 bis 2003

### Online Publikationen
- Hintergründe der Rechtschreibreform (PDF 2 MB)
- Andreas Oettel: Zur Verwaltungsgliederung Sachsens im 19. und 20. Jahrhundert. In: Statistisches Landesamt des Freistaates Sachsen (Hrsg.): Statistik in Sachsen. 175 Jahre amtliche Statistik in Sachsen (Festschrift). Jahrgang 12, Nr. 1, 2006, ISSN 0949-4480, S. 69–98 (Online [PDF; 6,3 MB; abgerufen am 23. Dezember 2012]).
- Ein Anonymus der frühen Kaiserzeit Zu Lucan. 9,167-185 und Tac. ann. 3,1-2 (PDF 136 kB)